# اشلی فیشر
 اشلی فیشر (انگلیسی: Ashley Fisher؛ زاده ۲۵ سپتامبر ۱۹۷۵) یک تنیس‌باز اهل استرالیا است.